# Michaił Sawinow (1900–1979)
Michaił Siemionowicz Sawinow (ros. Михаил Семёнович Савинов, ur. w lipcu 1900 we wsi Kalaninskoje w guberni riazańskiej, zm. w czerwcu 1979) – radziecki działacz partyjny, państwowy i gospodarczy.

## Życiorys
W latach 1919–1921 służył w Armii Czerwonej, 1920 został członkiem RKP(b), 1921-1923 był słuchaczem szkoły wojskowej, a 1923-1926 zastępcą kierownika i kierownikiem Wydziału Agitacyjno-Propagandowego Komitetu Powiatowego RKP(b)/WKP(b). W latach 1926–1928 był zastępcą kierownika Pododdziału Agitacji Moskiewskiego Gubernialnego Komitetu WKP(b), 1928-1929 sekretarzem komórki WKP(b) zakładu remontu wagonów w guberni moskiewskiej, a 1929-1930 instruktorem odpowiedzialnym Moskiewskiego Obwodowego Komitetu WKP(b). W 1930 kierował Wydziałem Organizacyjno-Instruktorskim Komitetu Okręgowego WKP(b) w Kałudze, 1930-1932 był sekretarzem odpowiedzialnym rejonowego komitetu WKP(b) w obwodzie moskiewskim, 1932-1933 zastępcą kierownika Wydziału Agitacji Masowej Moskiewskiego Obwodowego Komitetu WKP(b), a 1933-1935 szefem Wydziału Politycznego Stanicy Maszynowo-Traktorowej w obwodzie moskiewskim. Od 1935 był I sekretarzem rejonowego komitetu WKP(b) w obwodzie moskiewskim, od 26 lipca do listopada 1937 p.o. II sekretarza Zachodniego Komitetu Obwodowego WKP(b), od listopada 1937 do czerwca 1938 p.o. I sekretarza Smoleńskiego Komitetu Obwodowego WKP(b), a od czerwca 1938 do lutego 1939 I sekretarzem Smoleńskiego Komitetu Obwodowego WKP(b). W latach 1939–1941 studiował we Wszechzwiązkowej Akademii Przemysłowej, 1941–1945 był inżynierem, zastępcą kierownika i kierownikiem budowy hydroelektrowni w obwodzie czelabińskim, a 1945-1946 zarządzającym sprawami Ludowego Komisariatu Elektrowni ZSRR. W latach 1946–1953 był szefem Zarządu Gospodarczego Ministerstwa Elektrowni ZSRR, 1953-1954 szefem Zarządu Gospodarczego Ministerstwa Elektrowni i Przemysłu Elektrycznego ZSRR, 1954-1959 ponownie szefem Zarządu Gospodarczego Ministerstwa Elektrowni ZSRR, a 1959-1962 zastępcą dyrektora Instytutu „Tiepłoelektroprojekt”, 1962 przeszedł na emeryturę.